# Héros du Népal
Les Héros du Népal (en népalais : राष्ट्रिय विभूतिहरू) sont des personnalités népalaises considérées comme les plus importantes de l'histoire du Népal.

## Attribution
Ces personnalités ont été sélectionnées par une commission dirigée par le célèbre écrivain Balkrishna Sama, nommé par le roi Mahendra Bir Bikram Shah en 1955. Ces titres ont été donnés à titre posthume, et concernent des personnes pouvant aller jusqu'à l'Antiquité et le Moyen Age.
Il a été ordonné à la commission de procéder à des nominations sur la base de leurs contributions à la nation, de son influence et de ses conséquences. Sur ces points, la commission a nommé des personnes en raison de leurs contributions à la fierté de la nation, que ce soit dans les réformes religieuses, culturelles ou économiques, le courage de la guerre, la cause de la démocratie, de la littérature et de l'architecture. 
Le titre de Héros du Népal n’est offert qu’à titre posthume et n’est pas un titre ni une récompense ordinaire.

## Liste des héros
1. Siddhartha Gautama
2. Amshuverma
3. Araniko
4. Roi Ram Shah
5. Roi Prithvi Narayan
6. Balbhadra Kunwar
7. Amar Singh Thapa
8. Bhimsen Thapa
9. Bhanubhakta Acharya
10. Moti Ram Bhatta
11. Roi Tribhuvan Bir Bikram Shah
12. Sankhadhar Sakhwa
13. Pasang Lhamu Sherpa
14. Mahaguru Falgunanda
15. Janaka
16. Sītā
17. Bhakti Thapa